# إلفيس تروخيو
إلفيس تروخيو (بالإنجليزية: Elvis Trujillo؛ بالإسبانية: Elvis Trujillo) هو فارس بنمي وأمريكي، ولد في 7 أكتوبر 1983 في مدينة بنما في بنما.